# بوب أوكونور (سياسي)
بوب أوكونور (بالإنجليزية: Bob O'Connor)‏ هو سياسي أمريكي، ولد في 9 ديسمبر 1944 في الولايات المتحدة، وتوفي في 1 سبتمبر 2006 في الولايات المتحدة بسبب لمفوما. حزبياً، نشط في الحزب الديمقراطي. وقد انتخب عمدة بيتسبرغ (3 يناير 2006 – 1 سبتمبر 2006).